# ويليام الكسندر كامبل
ويليام الكسندر كامبل (بالإنجليزية: William Alexander Campbell)‏ هو لاعب اتحاد الرغبي وطبيب أسترالي، ولد في 28 نوفمبر 1961 في بريزبان في أستراليا.

## وصلات خارجية
- ويليام الكسندر كامبل عل موقع إسبنسكروم (الإنجليزية)